# Ludisia discolor
Ludisia es un  género monotípico de orquídeas de hábito terrestre. Su única especie: Ludisia discolor (Ker Gawl.) A.Rich. 1825, es originaria del sudeste de Asia y China.

## Descripción
Esta es una planta herbácea de hábito terrestre en las que las hojas son muy atractivas por su aspecto de terciopelo de diversos tonos de verde rojizo con venas coloreadas de color gris plateado y anaranjado. Las hojas se presentan agrupadas, son elíptico-lanceoladas de un tamaño de 5 a 7,5 cm de longitud.

Esta especie no tiene pseudobulbos y el tallo erecto, contorneado o colgante de  20 a 25 cm de longitud, es rojizo y carnoso, produciendo  inflorescencias de flores blancas con penetrante fragancia, pequeñas y abundantes. La floración dura de 2 a 3 semanas.

Se pueden desarrollar en macetas con relleno de 50% de suelo de orquídea y 50% cortezas de árboles, manteniéndolas totalmente a la sombra y unas buenas condiciones de humedad todo el año. Si las hojas pierden el verde oscuro y se aprecian de un color rojizo pálido, esto quiere indicar que están recibiendo demasiada luz. 

Estas especies son muy cultivadas más por el atractivo de sus hojas que por el de sus flores.

## Distribución y hábitat
Esta pequeña orquídea de hábito terrestre se encuentran en bordes de ríos y en la sombra profunda de bosques húmedos con sustratos rocosos. Se encuentran por el SE. de Asia, en China, Malasia, Tailandia, Vietnam, Filipinas e  Indonesia.

## Evolución, filogenia y taxonomía

### Etimología
El nombre Ludisia no se conoce su procedencia.

Ludisia discolor fue descrita por vez primera en 1818 por John Bellenden Ker Gawler en el registro botánico como  Goodyera discolor basado en una planta que se creía procedente de Brasil. Achille Richard la transfirió al género Ludisia en 1825 como consta en el "Dictionnaire Classique d'Histoire Naturelle". Después de su paso al género Haemaria en 1840 por John Lindley, en 1970 Peter Francis Hunt ha vuelto a reafirmar en el "Kew Bulletin" , como nomenclatura correcta la de Ludisia discolor para esta especie.

### Sinonimia
- Sinonimia del género Ludisia:
- Haemaria Lindl. 1826
- Myoda Lindl. 1833
- Dicrophyla Raf. 1838[1]

- Anexo:Sinónimos de Ludisia discolor

## Nombre Común
- Español: "orquídeas Joya"
- Inglés: "Jewel Orchid"

(Otros dos géneros,Anoectochilus y Macodes, tienen un follaje  variado y también se denominan como  "Orquídeas Joya").